# Тембенчи
Тембенчи е река в Азиатската част на Русия, Среден Сибир, Красноярски край, Евенкски автономен окръг, десен приток на река Кочечум, от басейна на Долна Тунгуска. Дължината ѝ е 571 km, която ѝ отрежда 153-то място по дължина сред реките на Русия.
Река Тембенчи води началото си от южната част на платото Путорана, на 896 m н.в., в северната част на Евенкски автономен окръг, Красноярски край. В горното си течение протича през южната част на платото Путорана, през наколко проточни езера (Горно Тембенчи, Кублекта, Долно Тембенчи и др.), а след това, до устието си през централната част на платото Сиверма (северната част на Средносибирското плато). По цялото си протежение тече на югоизток в дълбока, долина, с множество прагове и бързеи, в безлюдни планински райони, през зоната на лесотундрата в горното течение и през сибирската тайга – в средното и долното. Влива се отдясно в река Кочечум, от басейна на Долна Тунгуска, при нейния 60 km, на 145 m н.в., на 40 km северозападно от село Тура, административния център на Евенкския автономен окръг, Красноярски край.
Водосборният басейн на Тембенчи има площ от 21,6 хил. km2, което представлява 22,4% от водосборния басейн на река Кочечум и обхваща части от Евенкския автономен окръг, Красноярски край.
Границите на водосборния басейн на реката са следните:
- на север – водосборния басейн на река Курейка, десен приток на Енисей;
- на североизток – водосборния басейн на река Ембенчиме и други по-малки десни притоци на Кочечум;
- на югозапад – водосборните басейни на река Виви и други по-малки десни притоци на Долна Тунгуска;

Поради това, че водосборния басейн на Тембенчи е дълъг и тесен, нейните притоци са сравнително къси, като най-големи са: Хугдакунда (55 km), Дялингда (81 km), Тилкемескит (54 km), Морела (58 km).
Подхранването на реката е основно снежно и дъждовно, като подземното подхранване е несъществено поради това, че целият водосборен басейн на реката попада в зоната на вечната замръзналост. Пълноводието на реката е от края на май до края на юни, като през този период преминава около 60% от общото годишно водно количество, а от ноември до април – едва 5-6%. Среден годишен отток на 89 km от устието 252 m3/s. Замръзва през октомври, а се размразява в края на май или началото на юни.
По течението на реката няма населени места.